# 克魯西紹爾鄉
47°41′N 23°15′E / 47.683°N 23.250°E
克魯西紹爾鄉（羅馬尼亞語：Comuna Crucișor, Satu Mare），是羅馬尼亞的鄉份，位於該國西北部，由薩圖馬雷縣負責管轄，面積41平方公里，海拔高度160米，2007年人口2,522，人口密度每平方公里62人。